# Anschlussbahn Baustoffwerke Radeburg
| Übersichtskarte mit dem ehemaligen Streckenverlauf |                     |                     |                     |
| Streckenlänge: | 2,30 km + 0,73 km   |                     |                     |
| Spurweite: | 750 mm (Schmalspur) |                     |                     |
| Maximale Neigung: | 18,2 ‰              |                     |                     |
| |                     |                     |                     |
| \| \| \| von Radeburg \| \| \| \| 0,00 \| Abzw Radeburg Süd \| 148 m \| \| \| \| nach Radebeul Ost \| \| \| \| 0,10 \| Berbisdorfer Straße \| Berbisdorfer Straße \| \| \| 0,55 \| Durchlass Börnsbach \| 155 m \| \| \| 1,55 \| Gabelstelle \| 167 m \| \| \| 1,75 \| Durchlass Bach \| 167 m \| \| \| 2,28 \| Anst Werk II \| Anst Werk II \| \| \| 2,30 \| Anst Werk I \| 170 m \| |                     |                     |                     |
| Strecke |                     | von Radeburg        | von Radeburg        |
| ehemalige Blockstelle | 0,00                | Abzw Radeburg Süd   | 148 m               |
| Abzweig ehemals geradeaus und nach links |                     | nach Radebeul Ost   | nach Radebeul Ost   |
| Bahnübergang (Strecke außer Betrieb) | 0,10                | Berbisdorfer Straße | Berbisdorfer Straße |
| Brücke (Strecke außer Betrieb) | 0,55                | Durchlass Börnsbach | 155 m               |
| Strecke von links (außer Betrieb) · Abzweig geradeaus und nach rechts (Strecke außer Betrieb) | 1,55                | Gabelstelle         | 167 m               |
| Brücke (Strecke außer Betrieb) · Strecke (außer Betrieb) | 1,75                | Durchlass Bach      | 167 m               |
| Strecke (außer Betrieb) · Betriebsstelle Streckenende (Strecke außer Betrieb) | 2,28                | Anst Werk II        | Anst Werk II        |
| Betriebsstelle Streckenende (Strecke außer Betrieb) | 2,30                | Anst Werk I         | 170 m               |

Die Anschlussbahn Baustoffwerke Radeburg verband mehrere Unternehmen mit der Schmalspurbahn Radebeul Ost–Radeburg.

## Geschichte

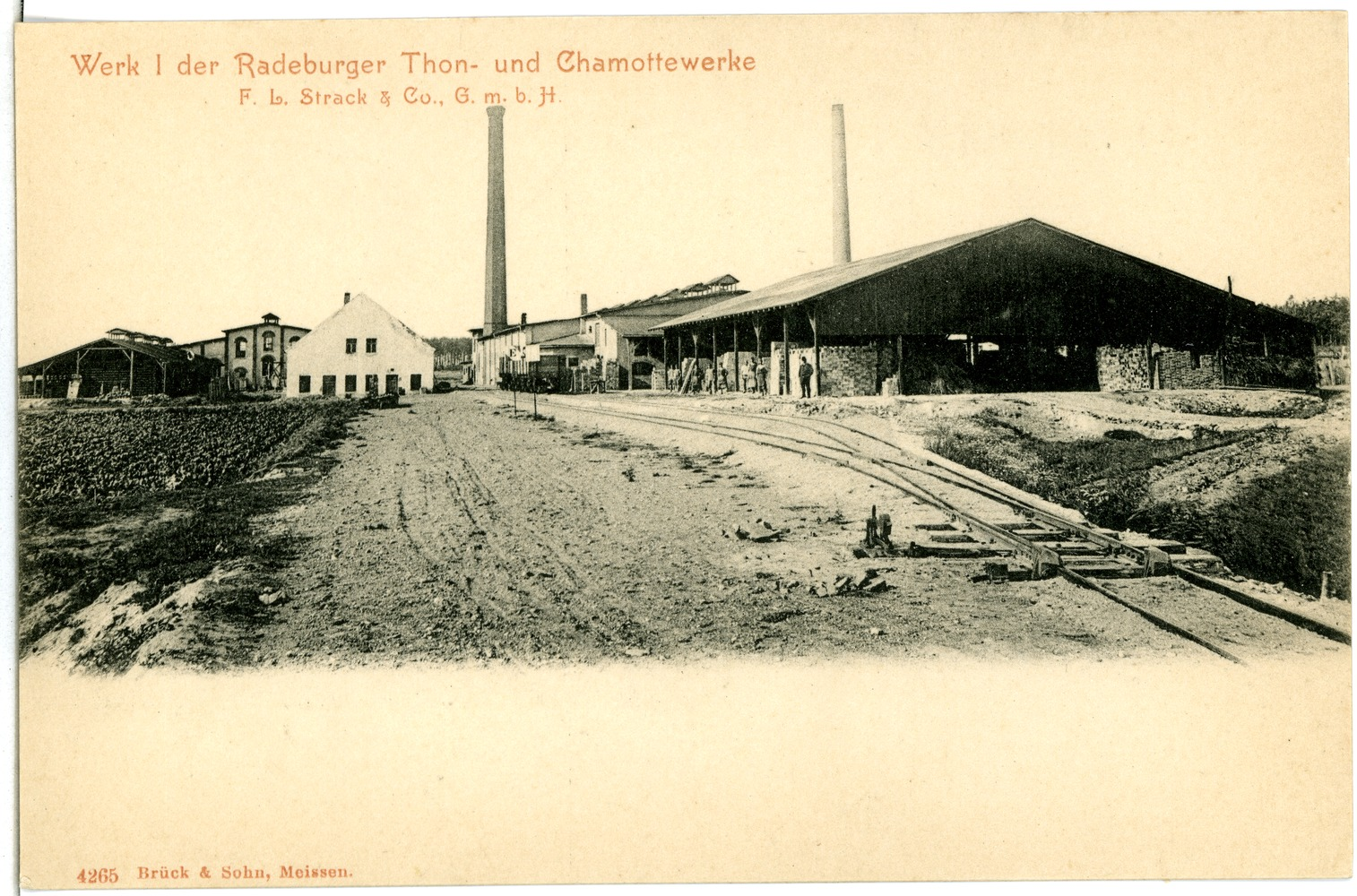
Werk I um 1903

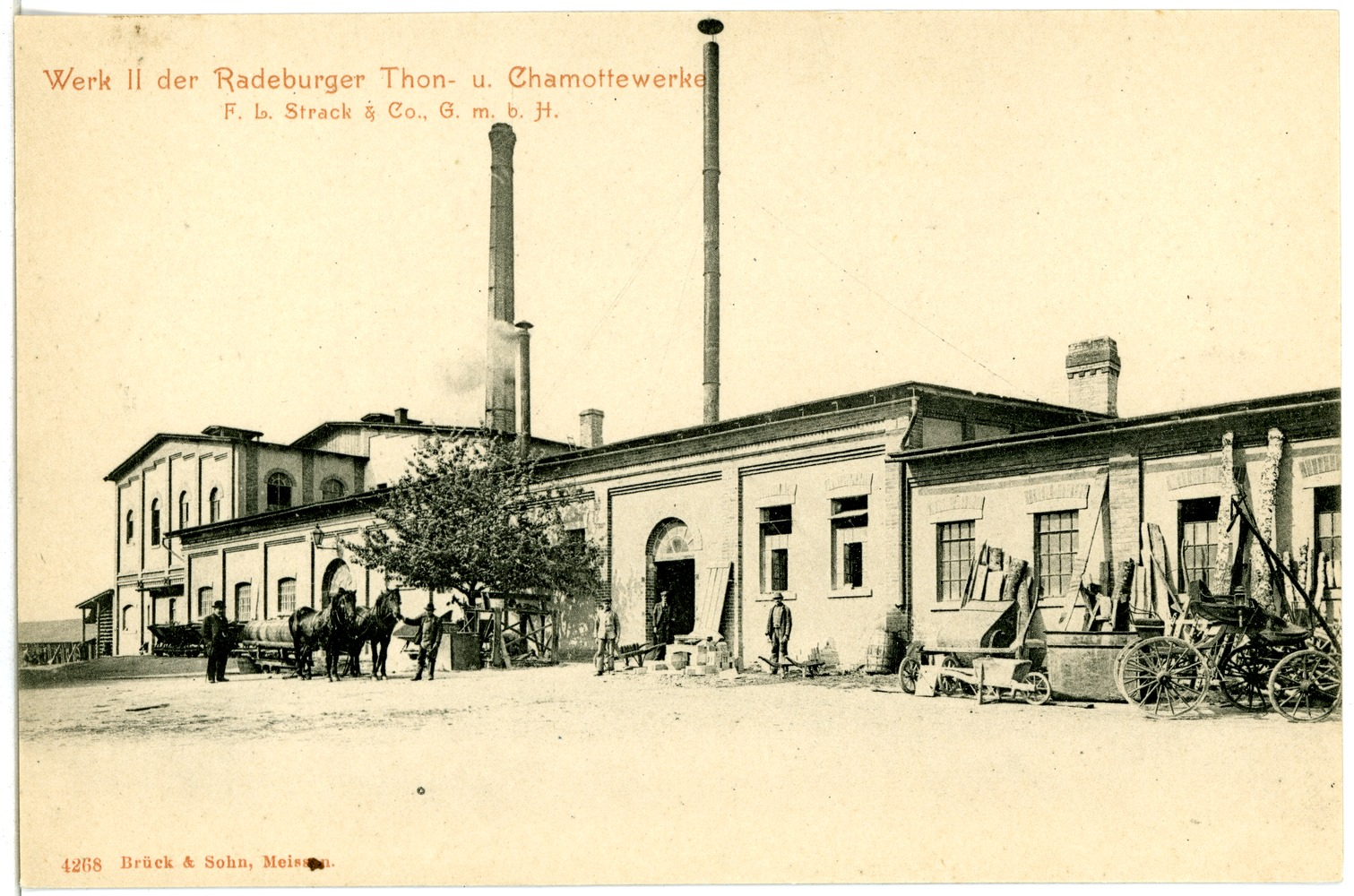
Werk II um 1903

Die Unternehmen Moritz Mitscherling und Thon- und Schamottewerke Strack & Janckwitz bestanden schon vor dem Bau der Schmalspurbahn Radebeul Ost–Radeburg. Wegen ihrer ortsfernen Lage hatten sie jedoch zunächst keinen Gleisanschluss erhalten. Die Produkte mussten mit Pferde- und Ochsengespannen zum Bahnhof Radeburg transportiert und dort umgeladen werden. Die 2,30 Kilometer lange Anschlussbahn errichtete das Unternehmen Moritz Mitscherling schließlich im Jahr 1901 auf eigene Kosten. Zweiggleise führten zur benachbarten Fa. Strack & Janckwitz sowie zum städtischen Gaswerk Radeburg und zur Dresdner Düngemittelexportgesellschaft.
Nach dem Zweiten Weltkrieg firmierten die beiden Schamottefabriken als VEB Baustoffwerke, Werk I (ehemals Strack & Janckwitz) und II (ehemals Moritz Mitscherling). Bis Mitte 1990 wurde die Anschlussbahn täglich einmal befahren. Am 31. Mai 1991 endete mit der Einstellung des Güterverkehrs auch offiziell der reguläre Anschlussbetrieb. Am 12. Dezember 1991 wurde das Gleis letztmals mit einer Güterzugfahrt bedient. Eine museale Nachnutzung durch den Traditionsbahn Radebeul e. V. scheiterte an den hohen Gebühren für die Abzweigweiche im Streckengleis. Die Abzweigweiche wurde am 27. September 1993 ausgebaut.

## Streckenbeschreibung
Nach dem Abzweig von der Schmalspurstrecke nach Radebeul Ost durchquerte die Strecke die Industriebebauungen des Gas- und des Glaswerkes und querte anschließend die mit Andreaskreuzen gesicherte Berbisdorfer Straße. Danach führte die Bahn an der Nordflanke des Börnsbachtales entlang. Beim Kilometer 0,55 wechselte die Trasse auf die südliche Talseite und schwenkte zu einem Wirtschaftsweg, an dessen Südseite sie bis zur Gabelstelle parallel verlief. Die Gabelstelle verfügte über eine sächsische Wurfhebelweiche. In Geradeausrichtung führten die Gleise weiter parallel des Weges zum Werk II. Das Gleis zum Werk I zweigte nach rechts ab, überquerte den Weg und erreichte nach einem Durchlass und einem Linksbogen das Werksgelände.
Auf großen Abschnitten der Strecke war Oberbau K vorhanden.

## Betriebsablauf
Die Rangierfahrten vom Bahnhof Radeburg zu den Ladestellen der Werke I und II wurden geschoben. Die Fahrten in Richtung Bahnhof Radeburg wurden gezogen.

Bilddokumentation der Anschlussbedienung vom Samstag, den 10. Februar 1990
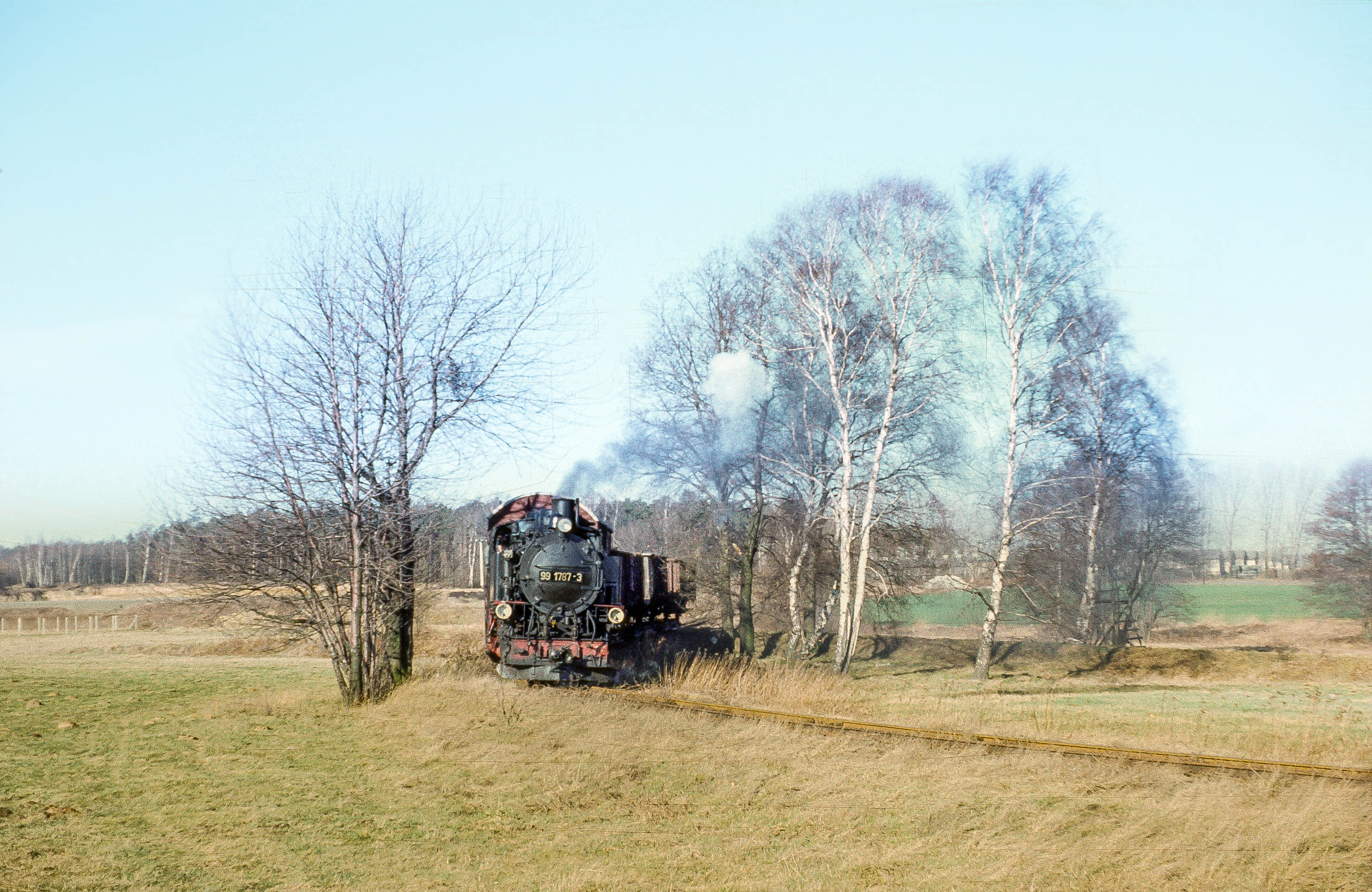
Vom Werk I kommend kurz vor der Gabelstelle (Bild 1)
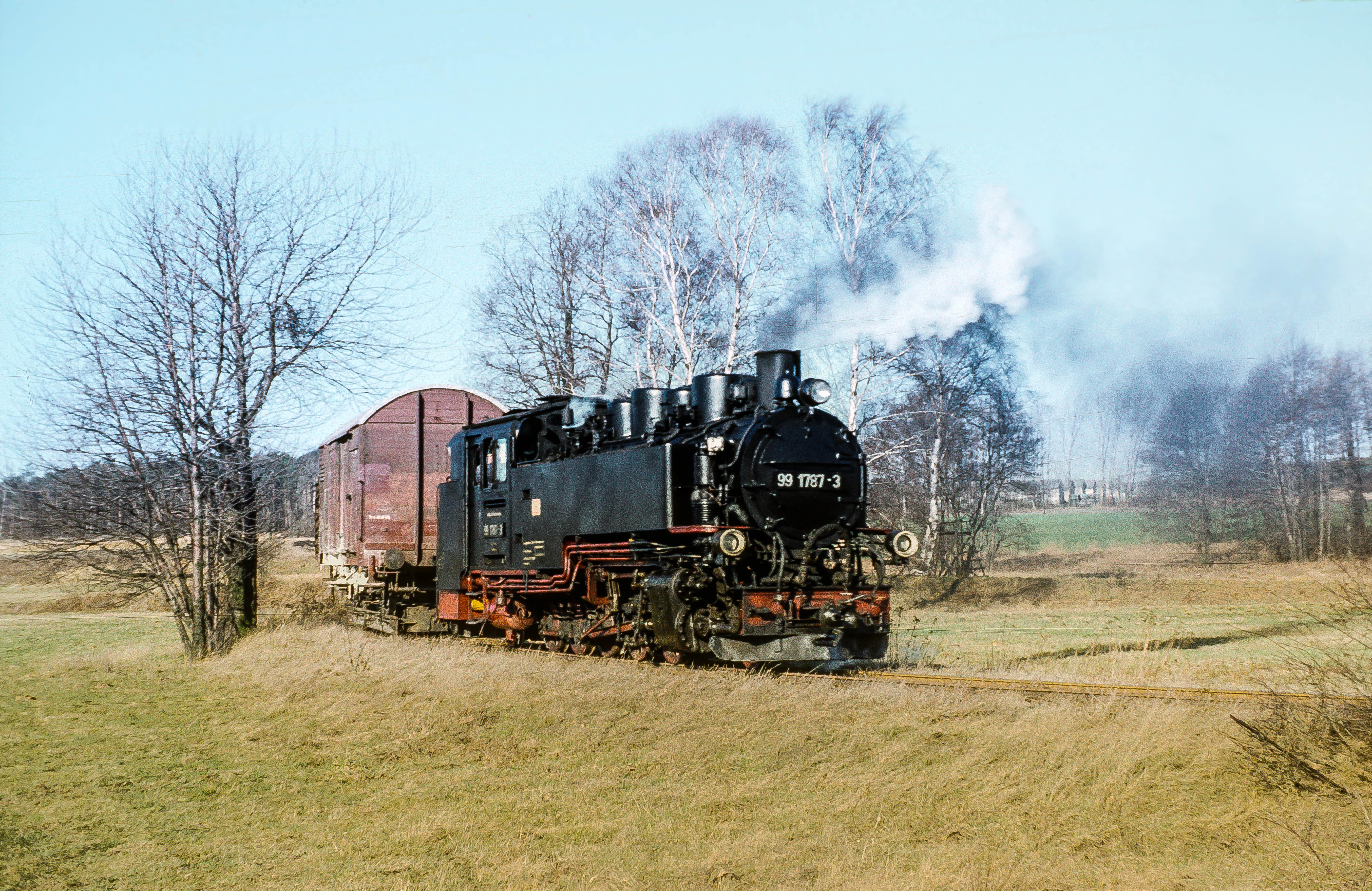
Vom Werk I kommend kurz vor der Gabelstelle (Bild 2)
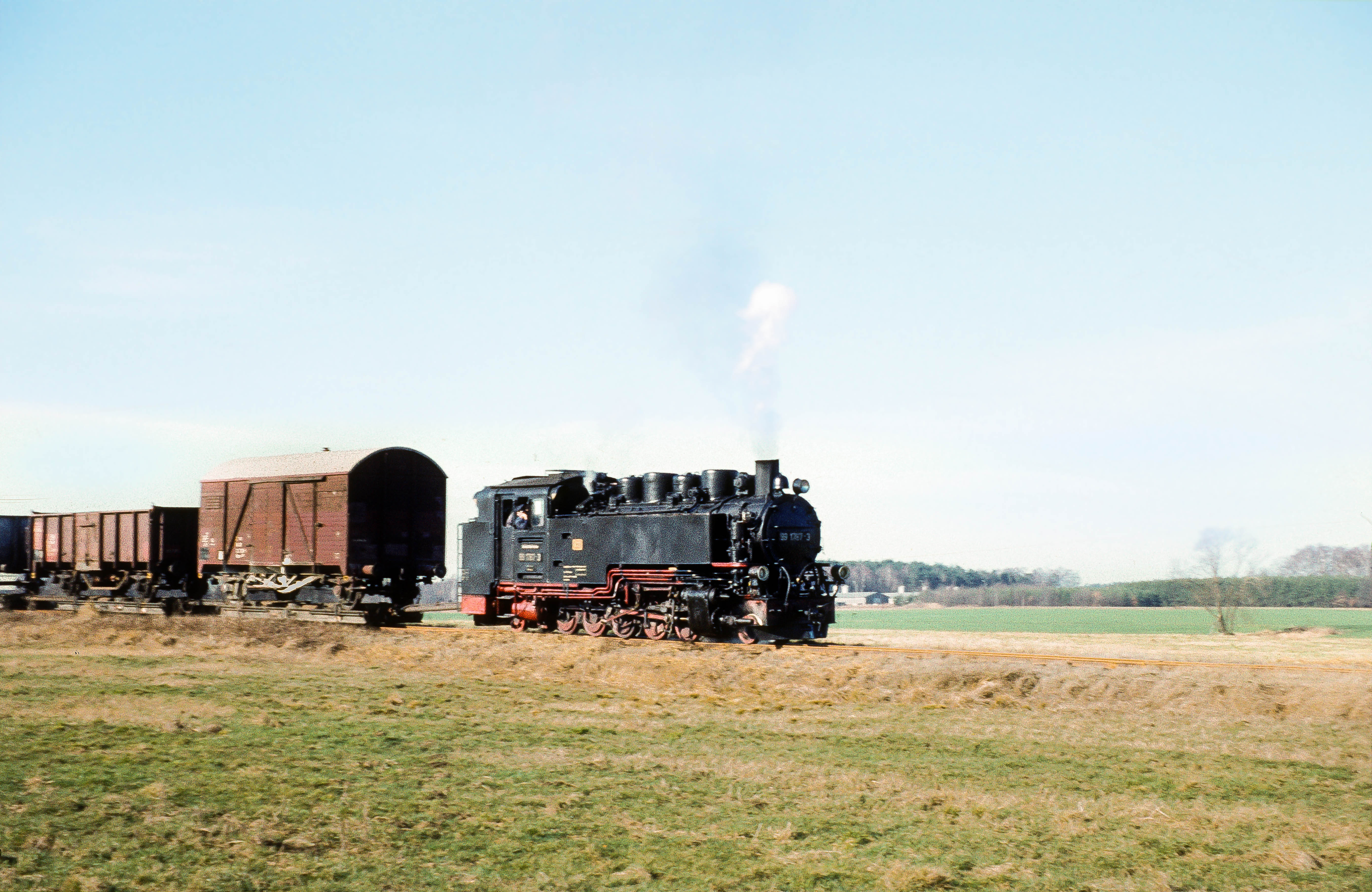
Zwischen Gabelstelle und Börnsbachdurchlass (Bild 1)
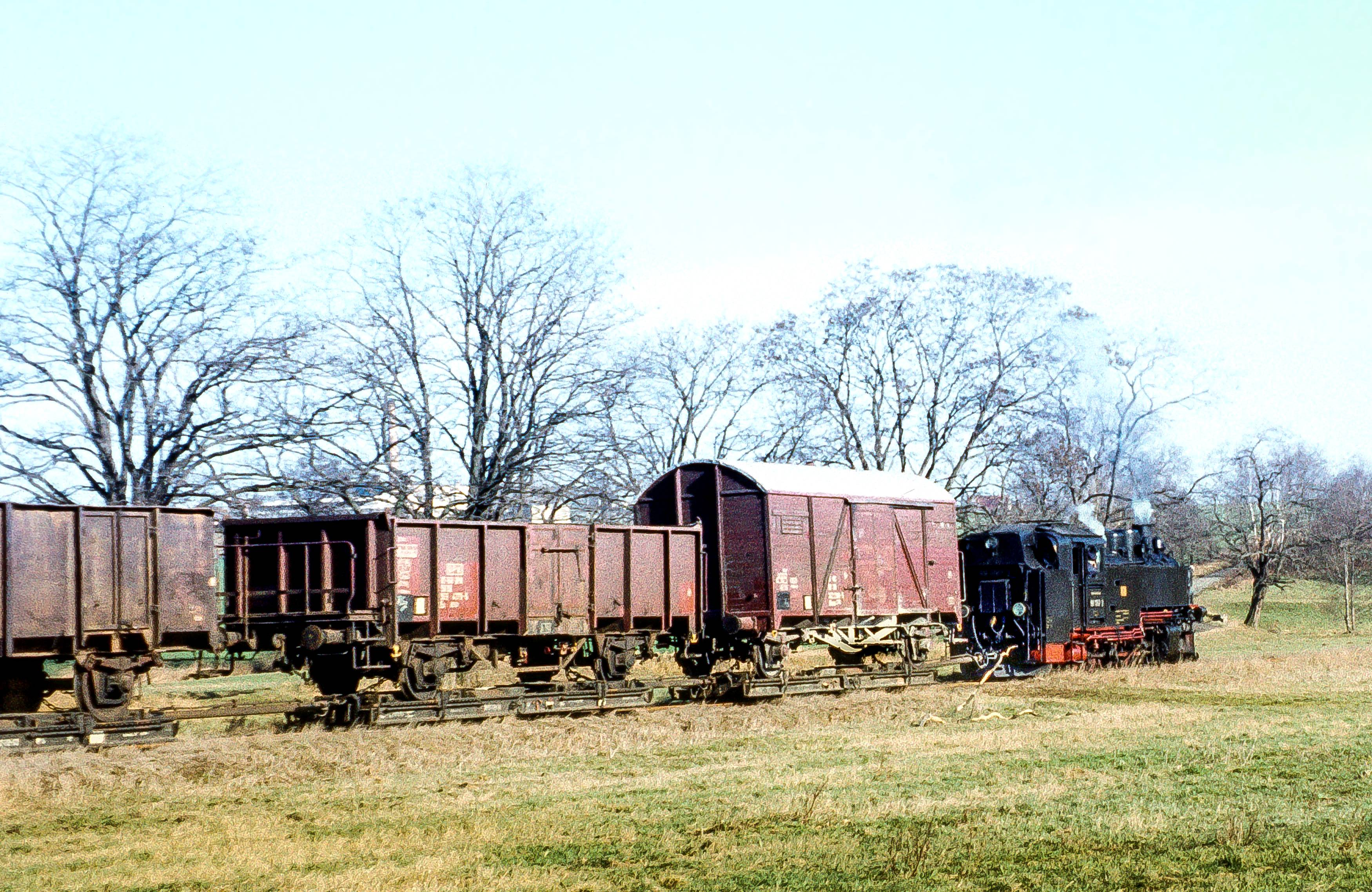
Zwischen Gabelstelle und Börnsbachdurchlass (Bild 2)